# Hermafrodita

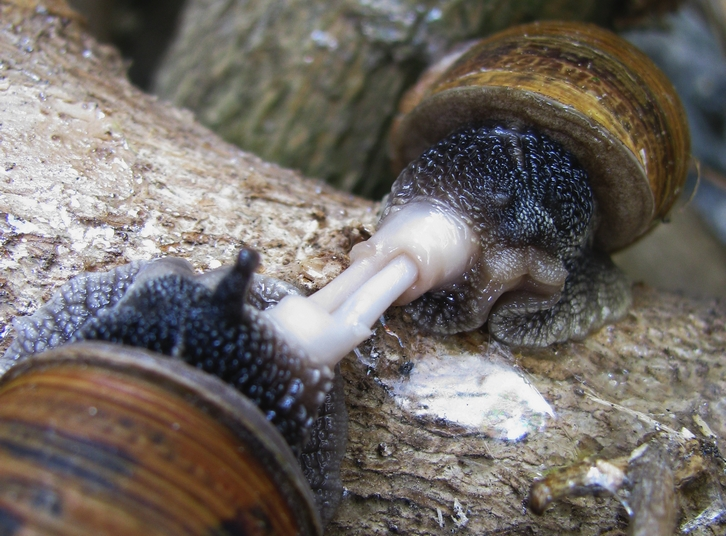
Caramujos do jardim acasalando. Ambos têm conchas enroladas e corpos alongados. Eles estão se tocando e trocando espermatozoides para fertilizar os ovos um do outro. Isso destaca o fato de que os caramujos são hermafroditas (hermafrodita simultâneo), o que significa que cada um pode atuar como macho e fêmea durante o acasalamento

O termo hermafrodita (do nome do deus grego Hermafrodito, filho de Hermes e de Afrodite – respectivamente representantes dos sexos masculino e feminino) designa um ser vivo que produz ambos gametas femininos e masculinos funcionais durante sua vida. O significado do termo, antigamente usado para caracterizar seres vivos com genitália ambígua e/ou contendo ovários e testículos simultaneamente, foi alterado na sequência da descoberta dos cromossomos.
Muitos grupos taxonômicos de animais (principalmente invertebrados) não têm sexos separados. Nesses grupos, o hermafroditismo é uma condição normal, possibilitando uma forma de reprodução sexual na qual qualquer um dos parceiros pode atuar como macho ou fêmea. Por exemplo, a grande maioria das esponjas, corais pétreos, platelmintos (planárias e tênias), oligoquetas (minhocas), gastrópodes (lesmas, caramujos, caracóis), tunicados são hermafroditas. O hermafroditismo também é encontrado em algumas espécies de peixes e, em menor grau, em outros vertebrados. A maioria das plantas também são hermafroditas. Nos seres humanos, no entanto, quase não existe essa condição.
Nos seres humanos é cada vez mais preferido o termo intersexo para descrever pessoas que nasceram e desenvolveram naturalmente características sexuais que não conseguem ser classificadas como apenas masculinas ou femininas.

## Generalidades do hermafroditismo
Em muitas espécies de peixes, como as garoupas, verifica-se um tipo de hermafroditismo insuficiente, ou seja, os indivíduos possuem órgãos sexuais masculinos e femininos, mas apenas um dos tipos se encontra ativo num determinado momento. Normalmente, o animal atinge a maturidade sexual com um determinado sexo e, no processo de crescimento, as gónadas convertem-se no outro sexo e tornam-se ativas mais tarde. Este tipo de hermafroditismo é chamado de hermafroditismo sequencial ou dicogamia.

## Hermafroditismo humano

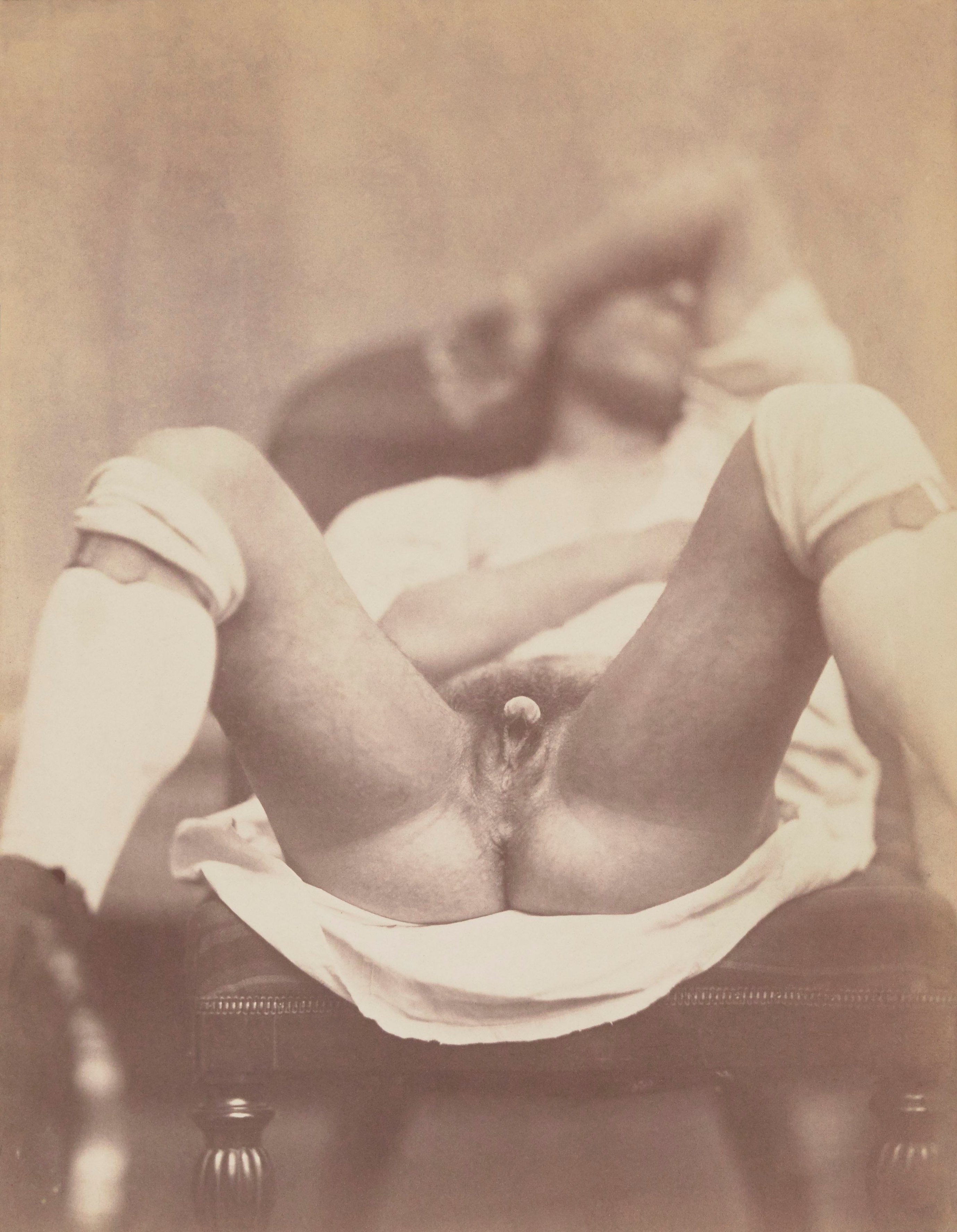
Fotografia, feita por Félix Nadar, de uma pessoa intersexo, em 1860. É um dos primeiros casos dessa condição humana registrados visualmente.

Tecnicamente não existe ‘hermafrodita’ humano, tendo em vista que a ideia de hermafrodita está ligada com a capacidade de reprodução tanto masculina, quanto feminina, algo que não existe na espécie humana. No entanto, existe uma condição em que alguns indivíduos apresentam tecidos testiculares e ovarianos, mas não conseguem se reproduzir em ambos os tecidos. Existem casos em que a pessoa tem algum desses órgãos, feminino ou masculino, completamente formados, com capacidade de produzir gametas, mas nunca em ambos.
No caso da espécie humana, o termo intersexo é mais apropriado para designar as pessoas que nascem com características sexuais que não se enquadram nas noções binárias de corpo masculino e feminino, podendo apresentar variações genitais, gônada e/ou padrões cromossômicos. Em geral, o que define um homem e uma mulher, nos termos da biologia, são as determinações cromossômicas (XX ou XY), no caso de variações desses sistemas, o sistema mais desenvolvido será determinante.
Por outro lado, em termos sociais, o que é ser um homem e ser uma mulher ganha outro sentido na sociedade contemporânea, já que os fatores biologizantes não são características determinantes. Portanto, a identidade de gênero de um indivíduo está ligada a forma em que este indivíduo se vê, é reconhecido e se reconhece na dicotomia homem x mulher. Esse processo de reconhecimento envolve uma construção moldada pelo comportamento social ao longo da vida, podendo a identidade de gênero  ser uma categoria mutável e flutuante, independentemente de características biológicas.

### Síndromes hermafroditas
Existem síndromes cromossômicas que fazem alguns indivíduos desenvolverem características de ambos os sexos. Porém, isso não o caracteriza como hermafrodita. Existem três tipos de intersexo, antigamente caracterizados pela medicina da seguinte forma: o hermafroditismo verdadeiro, o pseudo-hermafroditismo masculino e o pseudo-hermafroditismo feminino.
- No hermafroditismo verdadeiro as crianças nascem com os dois órgãos sexuais bem formados, possuindo os órgãos sexuais internos e externos de ambos os sexos, incluindo ovários, útero, vagina, testículos e pênis. Neste caso, a maioria das pessoas são XX e a formação de pênis, escroto e testículos é atribuída a causas ainda não totalmente conhecidas.[8]
- No pseudo-hermafroditismo masculino a criança nasce XY embora os órgãos sexuais externos não se desenvolvam completamente.[6]
- No pseudo-hermafroditismo feminino a criança nasce XX embora o clítoris desenvolva-se excessivamente adquirindo um formato semelhante a um pênis (Clitoromegalia). Atribui-se uma suposta causa não genética para o pseudo-hermafroditismo feminino aos efeitos dos medicamentos utilizados no tratamento da hiperplasia congênita das suprarrenais (HCSR) por deficiência da 21-Hidroxilase, uma doença genética que necessita de tratamento permanente e que em alguns casos não é interrompido por gestantes que não sabem se estão grávidas.[6]

No entanto, o termo hermafrodita não é mais utilizado nem mesmo pela biologia e pela medicina para se referir a pessoas intersexo. Atualmente, no século XXI, os termos biológicos e médicos corretos são: espécie monóica e espécie dióica, para se referir às pessoas, sendo o termo monoico atribuído aquelas que apresentam características sexuais de apenas um gênero e dióica para os intersexo.
Uma teoria genética do início dos anos 2000 busca explicar várias variações sexuais do hermafroditismo humano com sequências palíndromos presentes no cromossomo Y. Segundo essa teoria as sequências palíndromos presentes no cromossomo Y, que supostamente protegeriam esse cromossomo de variações genéticas, poderiam ocasionalmente se esticar e formar uma atração fatal com o palíndromo similar de seu vizinho, alterando o tamanho e/ou deslocando o centrômero do gene: os cromossomos gerados nessas divisões celulares teriam comprimentos variáveis, curtos e longos, com centrômeros deslocados ora para o centro, ora para as extremidades. Nessa teoria, os pacientes nos quais a distância entre os dois centrômeros do Y é curta, seriam homens, ao passo que quanto maior a distância entre os centrômeros, maior a tendência de que os pacientes sejam anatomicamente feminilizados. Essa pesquisa incluiu alguns pacientes XY portadores da síndrome de Turner, uma condição só então conhecida em pessoas atribuídas como do sexo feminino ao nascer que nascem com um único cromossomo X (cromossomos 45-XO). Convém notar também que as pessoas intersexo são frequentemente estéreis (e que todas as classificadas como hermafroditas verdadeiros são estéreis). 

## Tratamento
No tratamento do hermafroditismo humano, recorre-se muitas vezes a uma cirurgia para se definir o sexo. Segundo especialistas, a maior dificuldade está em se definir o momento correto da cirurgia. De todo o modo a opinião crescente é de que a pessoa intersexo possa escolher por si mesma se ela deseja a cirurgia e, nesse caso, qual o sexo desejado.
Vale a pena destacar que, no início do século XXI, as pessoas intersexuais em todo o mundo tem se articulado  de modo a reivindicar o direito à autodeterminação de gênero, evitando intervenções médicas desnecessárias e mutilações.